# Theodore Edward Cantor
Theodore Edward Cantor, citato anche come Theodor Edvard (1809 – 1860), è stato un medico, zoologo e botanico danese.
Operò per conto della Compagnia britannica delle Indie orientali, costituendo importanti collezioni di storia naturale a Penang e a Malacca.
In campo erpetologico descrisse molte nuove specie di rettili e anfibi. Pelochelys cantorii, nota con il nome comune di tartaruga guscio molle gigante di Cantor, ne commemora il nome.
Tra le sue opere ricordiamo:
- Notes respecting some Indian fishes (1839);
- General features of Chusan (1842);
- Catalogue of Malayan Reptiles (1847);
- Catalogue of Malayan fishes (1850).

| {{{1}}}Wikidata P835 è l'abbreviazione standard utilizzata per le specie animali descritte da Theodore Edward Cantor. Categoria:Taxa classificati da Theodore Edward Cantor |